# Aeroportul Værøy
Aeroportul Værøy (IATA: VRY, ICAO: ENVY) este un aeroport din Værøy, Nordland, Norvegia ce deservește zona Værøy. Aeroportul a fost tranzitat în 2021 de 7.231 de pasageri. A fost numit după zona deservită.
Situat la o altitudine de 11 m, aeroportul dispune de 1 pistă.

## Infrastructură

### Piste
Aeroportul dispune de o singură pistă. Pista 03/21 are suprafața de asfalt și dimensiunile 800 m × 30 m. 